# 73453 Ninomanfredi
73453 Ninomanfredi este un asteroid din centura principală de asteroizi.

## Descriere
73453 Ninomanfredi este un asteroid din centura principală de asteroizi. A fost descoperit pe 13 iulie 2002 la Campo Catino de Gianluca Masi și Franco Mallia. Asteroidul prezintă o orbită caracterizată de o semiaxă mare de 2,77 ua, o excentricitate de 0,04 și o înclinație de 4,2° în raport cu ecliptica.